# Liste de mathématiciens canadiens
Suit une liste de mathématiciens canadiens.
- Haut – A
- B
- C
- D
- E
- F
- G
- H
- I
- J
- K
- L
- M
- N
- O
- P
- Q
- R
- S
- T
- U
- V
- W
- X
- Y
- Z

## A
- Leonidas Alaoglu

## B
- Samuel Beatty
- Kai Behrend
- David Harold Blackwell, (1919 - )
- John Adrian Bondy
- Jonathan Borwein, (1951 - )
- Peter Borwein

## C
- H.S.M. Coxeter, (Angleterre, Canada, 1907 - 2003)

## D
- Jean-Marie De Koninck, (1949 - )
- Michel Delfour
- Alexander Dewdney, (1941 - )
- Nathan Divinsky

## E
- Jack Edmonds

## F
- John Charles Fields, (1863 - 1932)

## G
- Christian Genest, (1957 - )
- Donald B. Gillies, (1928 - 1975)
- Priscilla Greenwood

## H
- Hans Heilbronn

## J
- Lisa Jeffrey
- André Joyal, (1943- )

## K
- Irving Kaplansky
- Leah Keshet
- Donald Kingsbury, (1929 - )

## L
- Maurice l'Abbé, (Canada, 1920 - )
- Gilbert Labelle,(Canada, 1944-  )
- Robert Langlands, (Canada, 1936- )
- Mario Lambert

## M
- J. Carson Mark, (1913 - 1997)
- Leo Moser
- Cathleen Synge Morawetz, (1923 - )
- Ram Murty

## N
- Louis Nirenberg, (1925 - )
- Ivan Niven, (Canada, États-Unis, 1915-1999)

## P
- Edwin Perkins
- Simon Plouffe, (Canada, 1956 - )
- Adrien Pouliot, (1886 - 1980)
- Eduard Prugovečki, (1937 - 2003)

## R
- Qazi Ibadur Rahman
- Paulo Ribenboim
- Pierre Robillard ( - 1975)
- Abraham Robinson, (Israël, Royaume-Uni, Canada, États-Unis, 1918-1974)
- Edward John Routh, (Canada, Angleterre, 1831 - 1907)

## S
- William Schelter
- Jonathan Shewchuk
- Robert Steinberg

## T
- Nicole Tomczak-Jaegermann (1945-2022)
- Henry Marshall Tory (1864-1947)
- Albert W. Tucker (1905-1995)
- William Tutte (1917-2002)